# Portugal International 1973
Die Portugal International 1973 fanden vom 18. bis zum 21. Mai 1973 in Lissabon statt. Es war die neunte Auflage dieser internationalen Titelkämpfe von Portugal im Badminton.

## Austragungsorte
- Liceu Pedro Nunes
- Pavilhão dos Desportos

## Titelträger
| Disziplin    | Sieger                     |
| ------------ | -------------------------- |
| Herreneinzel | Ray Stevens                |
| Dameneinzel  | Margaret Beck              |
| Herrendoppel | Ray Stevens Elliot Stuart  |
| Damendoppel  | Nora Gardner Barbara Giles |
| Mixed        | Ray Stevens Barbara Giles  |

## Finalresultate
| Disziplin    | Sieger                     | Finalist                     | Ergebnis            |
| ------------ | -------------------------- | ---------------------------- | ------------------- |
| Herreneinzel | Ray Stevens                | Jørgen Mortensen             | 15–0, 15–12         |
| Dameneinzel  | Margaret Beck              | Eva Twedberg                 | 12–10, 10–12, 11–0  |
| Herrendoppel | Ray Stevens Elliot Stuart  | Erland Kops Jørgen Mortensen | 10–15, 15–7, 15–6   |
| Damendoppel  | Nora Gardner Barbara Giles | Margaret Beck Eva Twedberg   | 16–17, 15–10, 15–9  |
| Mixed        | Ray Stevens Barbara Giles  | Elliot Stuart Nora Gardner   | 15–10, 14–15, 15–12 |

## Referenzen
- http://josebento02.blogspot.de/
- Badminton U.S.A., Jahrgang 33, Heft 5 (1973), S. 28.
- English players take all Portuguese titles. (PDF) In: worldbadminton.com. August 1973, S. 8, abgerufen am 27. Dezember 2024 (englisch).